# برنیس روبنز
برنیس روبنز (انگلیسی: Bernice Rubens; ۲۶ ژوئیهٔ ۱۹۲۳ – ۱۳ اکتبر ۲۰۰۴) رمان‌نویس اهل بریتانیا بود.
وی همچنین برندهٔ جوایزی همچون جایزه ادبی من بوکر شده‌است.